# Exuma
Exuma es un distrito de las Bahamas que consta de más de 360 islas (o cayos). El mayor de los cayos es Gran Exuma, que mide 37 millas (60 km) de longitud. La ciudad más grande en el distrito es George Town (población 1000), fundado en 1793 y situado en Gran Exuma. El trópico de Cáncer pasa por la ciudad. Toda la cadena de islas es de 130 millas (209 km) de largo y 27 millas cuadradas (72 km²) 
Exuma fue colonizada alrededor de 1783 por norteamericanos leales que huían de la Guerra Revolucionaria de Independencia. Los expatriados crearon una plantación de algodón para la economía de las islas. George Town fue nombrado en honor a Jorge III, a quien los colonos mantuvieron su lealtad.
Rolle Lord John, uno de los principales asentamientos de la época en las Exumas, es una gran figura en las islas considerado patrimonio. A su muerte en 1835, este otorgó todos sus más importantes tierras en Exuma a sus esclavos. Como resultado de ello, una serie de ciudades en Gran Exuma ha sido nombrados en su honor (como Rolleville y Rolletown).
Las islas son un lugar popular para la vela, submarinismo en los arrecifes de coral y la exploración de cavernas. Muchas de las playas e islas incluyendo extensas áreas de arrecifes en alta mar, están incluidos en el Tierras protegidas de exuma. Algunas de las islas sobre las que hay residentes permanentes y resorts incluyen Cayo Staniel (sede de la Staniel Cay Yacht Club, una instalación fija en las Exumas), Aves Cay, Musha Cay y Cayo Iguana. La Gruta Thunderball, situada a pocos cientos de metros fuera de Cayo Staniel, es el lugar donde la película de James Bond Thunderball fue filmada. Sandy Cay, cercaba en un corto paseo en bote de Exuma fue el lugar utilizado para el rodaje de varias escenas de Piratas del Caribe y un comercial de Shell.